# Dinastía astur-leonesa
La dinastía astur-leonesa, llamada también dinastía cántabro-pelagiana, estuvo compuesta por una serie de soberanos que reinaron en Asturias y en León desde don Pelayo de Asturias, elegido rey en 718, hasta Bermudo III de León, derrotado y muerto en la batalla de Tamarón en 1037 por su cuñado, el conde Fernando de Castilla, quien heredó el trono por su matrimonio con Sancha de León, hermana de Bermudo III, introduciendo la dinastía Jimena en León.

## Reglas de sucesión

### Antecedentes: el reino visigodo
La sucesión en el reino visigodo era formalmente electiva. Este uso estaba recogido en la lex in confirmatione concilii y refrendado por los Concilios de Toledo IV, V, VI y VIII. 
Sin embargo, la tendencia a ceder el trono a los hijos, mediante la fórmula de la asociación al trono, fue una constante a lo largo del reino visigodo. El enfrentamiento entre bandos diferenciados de la nobleza que apoyaban a diferentes candidatos propiciaron en el reino una constante inestabilidad que provocó constantes guerras civiles y asesinatos de reyes, llamado en las fuentes de la época el morbus gothorum. Todo esto mostraba que la legitimidad de la sangre no era un hecho arraigado en el subconsciente colectivo de los visigodos.

### De don Pelayo a Ordoño I
El carisma que tenía don Pelayo se tradujo en que la titularidad del reino se circunscribiese a su familia tanto directa como política, entendiendo ésta de una manera amplia incluyendo a Pedro de Cantabria, quien era su consuegro, y su familia. Lo que es muy discutido es la norma que se siguió para la elección de los sucesivos reyes siendo este un tema para el que diversos autores han propuesto varias teorías: elección de tipo visigodo, la de sucesión matrilineal, la hereditaria dentro del linaje real de la persona más capacitada en ese momento.
Hay casos para todo: la sucesión directa de padres a hijos como de don Pelayo y Favila, de Alfonso I el Católico y Fruela I, la sucesión matrilineal como la de Alfonso I el Católico a través de su esposa Ermesinda o de Silo a través de su esposa Adosinda, elección de tipo visigodo como las de Aurelio, Bermudo I el Diácono o Ramiro I. Lo que parece claro es que teniendo en cuenta la precaria existencia del reino a merced de un enemigo más poderoso, siempre aconsejaría la elección de una persona capaz independientemente de su filiación pero siempre lo más cercana al monarca precedente, lo cual va fijando el concepto de linaje o dinastía. Ramiro I fue el último monarca en ser elegido.
A partir de Ordoño I se opera el cambio definitivo a la sucesión patrilineal en el trono, ya no tuvo necesidad de ser elegido para suceder a su padre aunque eso no significaba que se respetase el derecho de primogenitura y mucho menos el de representación.

### Alfonso III el Magno y sus sucesores, los reyes de León
Los problemas de sucesión se sucederán en los dos siglos siguientes pero los protagonistas serán siempre los hijos de los reyes y las soluciones dadas a los problemas planteados en cada momento variarán, pero siempre van encaminadas a reconocer la sucesión patrilineal cada vez con más fuerza.
Como ejemplo tenemos los hijos del rey Alfonso III el Magno, los cuales se repartieron el reino y reinaron sucesivamente en León, agrupándose de nuevo la herencia paterna en Fruela II imponiéndose a los hijos de Ordoño II. A la muerte de Fruela II la lucha por el trono entre su hijo Alfonso Froilaz, Ramiro, cuarto hijo de Alfonso III el Magno, y los hijos de Ordoño II, termina con el acceso al trono de Alfonso IV el Monje el cual es sucedido por su hermano Ramiro II.
Otro ejemplo de la evolución de las soluciones dadas a los mismos problemas a lo largo del tiempo y como éstas afirman cada vez más la herencia patrilineal es el de la minoría de edad de los infantes: Ordoño III solo tenía un hijo de corta edad cuando falleció por lo que el trono lo ocupó su hermano Sancho I el Craso, quien tras diversas peripecias, incluyendo un destronamiento y un viaje a la corte de Abderramán III para corregir su extremada gordura, dejó también un hijo de corta edad, pero en este caso sí fue entronizado como Ramiro III. Para caso tan inédito se juzgó necesario hacerle elegir a la antigua usanza visigoda para afirmar sus derechos al trono cosa que ya ni tan siquiera hizo falta cuando treinta años más tarde Alfonso V sucedió a su padre Bermudo II el Gotoso con cinco años de edad.

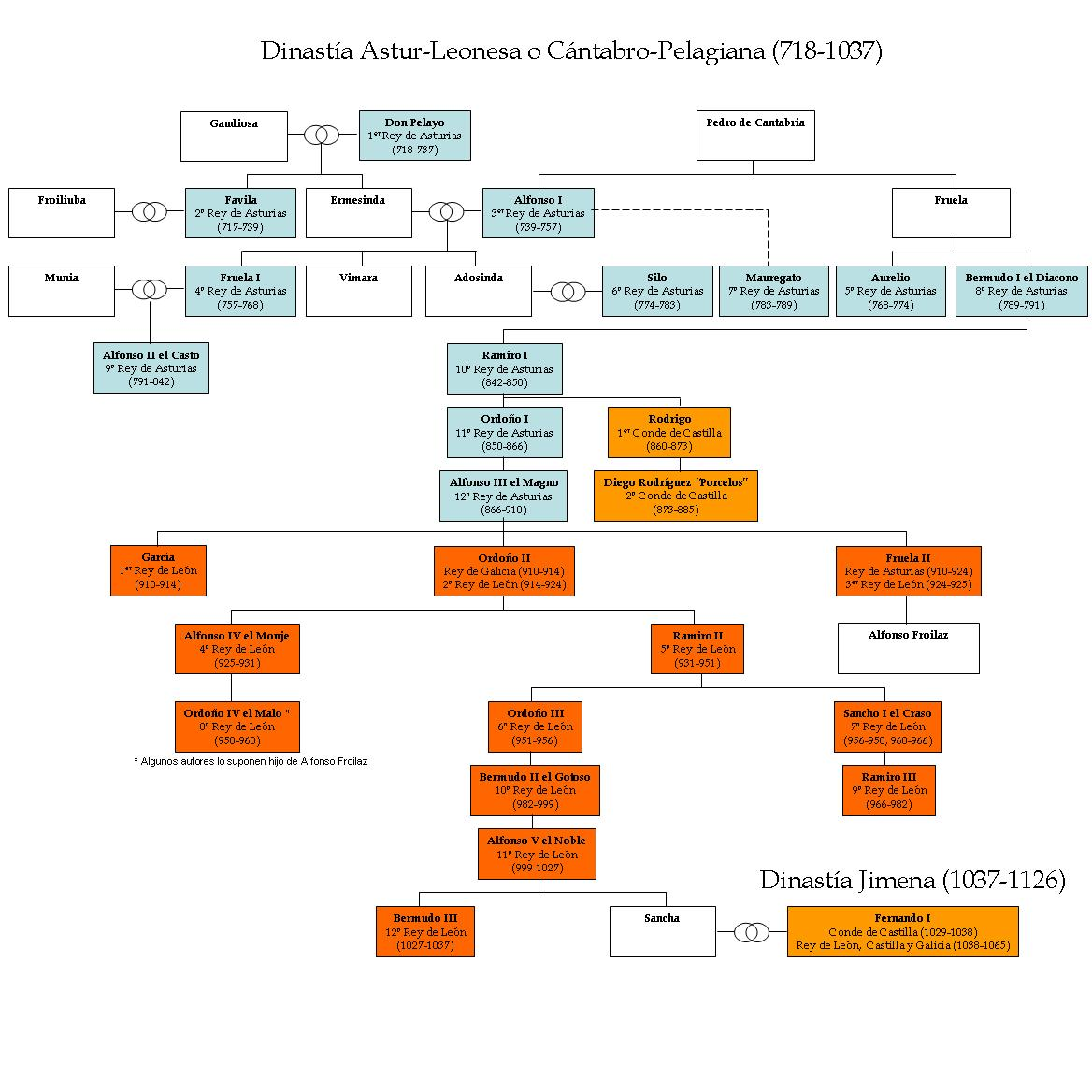
Reyes de Asturias y León de la Dinastía Astur-Leonesa o también llamada Cántabro-Pelagiana.

## Titulación
En un principio, los reyes de Asturias son citados únicamente con el apelativo rex o princeps con idéntico valor. A partir del rey   Alfonso II el Casto se empieza a añadir el territorio donde se desempeña la autoridad real, así se puede ver en la crónicas: domno Adefonso in Asturias, sedente príncipe Ranimiro in Asturias. Con el rey Alfonso III el Magno hay un cambio citando Oviedo en vez de Asturias: regnante rex Adefonso in Oveto.
A partir del rey García, que traslada su residencia a León, la titulación del monarca cambia: regnante príncipe Garseani in Legione, regnante rex Ordonio in Legione.
Los sucesores del rey Alfonso III el Magno comenzaron con el uso de enaltecer a sus antecesores designándolos con el título de imperator: Ego Hordonius rex filius Adephonsi magni imperatoris.
Este uso ha provocado gran controversia, la más conocida entre Ramón Menéndez Pidal y Alfonso García-Gallo, sobre si este uso servía para indicar una supremacía de los reyes de León sobre los demás reyes peninsulares o no.
Sin embargo existe un diploma otorgado por el rey Ramiro I de Aragón en 1036  en el que se lee la siguiente relación de reyes y gobernantes en ese momento: Regnante imperator Veremundo in Leione et comité Fredinando in Castella et rex Garsea in Pampilona et rex Ranimirus in Aragone et rex Gundisalbus un Ripacorça.